# خوسيه فيرير (لاعب كرة قدم)
خوسيه فيرير (بالإسبانية: José Ferrer Selma)‏ هو لاعب كرة قدم إسباني، ولد في 20 أكتوبر 1950 في كاستيون دي لا بلانا في إسبانيا. شارك مع منتخب إسبانيا تحت 23 سنة لكرة القدم ومنتخب إسبانيا لكرة القدم. أما مع النوادي، فقد لعب مع إسبانيول ونادي كاستييون ونادي ليفانتي.

## وصلات خارجية
- خوسيه فيرير على موقع قاعدة بيانات كرة القدم.إي يو (الإنجليزية)